# Тектоника
Текто́ника, син. Геотектоника (от греч. τεκτονικός, строительное искусство) — общая часть геотектоники, изучающая геологические процессы, которые контролируют структуру и свойства тектоносферы Земли и других планет, а также историю движений, изменяющих эту структуру.
Тектонические исследования важны как руководство для геологов, ищущих ископаемое топливо и рудные месторождения металлических и неметаллических ресурсов. Понимание тектонических принципов необходимо геоморфологам для объяснения моделей эрозии и других особенностей земной поверхности.
Выделение крупномасштабных тектонических единиц (подвижных поясов, платформ и т. д.) привело в XX веке к перерастанию тектоники в геотектонику. При этом собственно тектоника в старом значении стала одним из разделов геотектоники. Иногда, однако, тектоника и геотектоника рассматриваются как синонимы.

## История

### В СССР
В 1938 году СССР одно из первых обобщений по тектонике Земли сделал М. М. Тетяев в учебнике «Геотектоника СССР».
В 1944 году в Сейсмологическом институте АН СССР прошло совещание «О методах изучения движения и деформации земной коры», на нём, в частности, выступили:
- Шатский Н. С. — Развитие и движения «земной коры».
- Белоусов В. В. — Колебательные движения земной коры в прошлом и настоящем.
- Николаев Н. И. — Современные тектонические движения на территории СССР и геологические методы их изучения.
- Марков К. К. — Геоморфологические методы изучения движения земной коры в области континентов.
- Лейбензон А. С. — Внутреннее строение земного шара и физические предпосылки движений на больших глубинах.
- Орлов А. Я. — Астрономические методы изучения деформаций земной коры.
- Заварицкий А. Н. — Движения земной поверхности в вулканических областях.

15 июня 1948 года при Отделении геолого-географических наук АН СССР организована Комиссия по тектонике. Председателем Комиссии назначен акад. В. А. Обручев, заместителем председателя — чл.‑ корр. Н. С. Шатский, в состав вошли А. Н. Заварицкий, С. И. Миронов, А. А. Полканов, И. П. Герасимов, И. И. Горский, В. А. Николаев и др. Она была создана для обсуждения направлений и главнейших результатов работ по тектонике с особым обращением внимания на смежные вопросы тектоники и геофизики, разработка терминологии, подготовка и организация периодических совещаний по насущным проблемам.

## Разделы

Разделения суперконтинента Пангея

- Тектонофизика
- Структурная геология
- Новейшая тектоника (неотектоника)